# Jean Simonet
Jean Simonet, född 5 maj 1927, död 17 mars 2022, var en friidrottare från Belgien. Han deltog vid olympiska sommarspelen 1952.